# Wisławy Szymborskiej dary przyjaźni i dowcipu
Wisławy Szymborskiej dary przyjaźni i dowcipu. Teksty i wyklejanki poetki z kolekcji Ryszarda Matuszewskiego – publikacja biograficzno-albumowa, wydana przez Oficynę Wydawniczą „AURIGA” w listopadzie 2008 r. w nakładzie 4000 egzemplarzy.
Składa się z reprodukcji widokówek – kolaży, wykonanych przez Wisławę Szymborską, adresowanych do Ryszarda Matuszewskiego (1914-2010) – krytyka literackiego, znawcy polskiej literatury współczesnej, autora wielu podręczników i opracowań z tej dziedziny oraz jego żony, Ireny Szymańskiej-Matuszewskiej (1921-1999), edytora i wydawcy, których łączyła z Szymborską wieloletnia przyjaźń. Do każdej kartki dołączony jest komentarz autora książki.

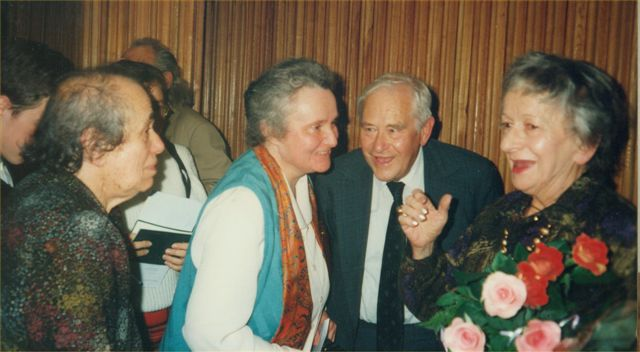
Irena Szymańska, Małgorzata Baranowska, Ryszard Matuszewski, Wisława Szymborska – Polski PEN Club, Warszawa, 30 września 1996 r.

Pomysł wydania książki zrodził się już w połowie lat 90. XX w. Moment, w którym po raz pierwszy zaświtała mi myśl upublicznienia owych darów przyjaźni i dowcipu Wisławy, okazał się najbardziej niefortunny. Był to bowiem moment największego, choć skądinąd wspaniałego kataklizmu w jej życiu, a mianowicie moment, gdy jej twórczość poetycka uwieńczona została Nagrodą Nobla. Ci co poetkę znają, pamiętają, jaki to był piorun, uderzający w jej starannie pielęgnowaną prywatność i kameralność... – napisał Matuszewski w publikacji.
Wisławę Szymborską autor książki poznał w domu literatów „Astoria” w Zakopanem, w marcu 1956 r. Pierwsza reprodukowana pocztówka-wyklejanka zawiera życzenia świąteczne poetki na Nowy Rok 1969. Na niektórych znajdują się także dopiski związanego z Szymborską krakowskiego pisarza Kornela Filipowicza (1913-1990).
Książkę dopełniają wspólne i osobne fotografie Wisławy Szymborskiej i Ryszarda Matuszewskiego, z różnych okresów życia oraz biogramy osób, których dotyczy korespondencja (poza autorką i adresatami m.in. Julii Hartwig, Jana Kotta, Artura Międzyrzeckiego, Ewy Lipskiej, czy Tadeusza Konwickiego).
Patronat honorowy nad wydaniem objął Polski PEN Club. Dochód ze sprzedaży książki zasili w całości konto Polskiej Akcji Humanitarnej.

## Dane bibliograficzne
- Autor: Ryszard Matuszewski; kolaże, listy i dedykacje: Wisława Szymborska
- Projekt i opracowanie graficzne: Krystyna Urbanowicz-Dudek
- Redakcja: Ewa Pękala, Janusz Fogler
- Zdjęcia: Ryszard Matuszewski, Mariusz Kubik oraz ze zbiorów Ryszarda Matuszewskiego
- Data wydania: listopad 2008
- Wydawca: Oficyna Wydawnicza „AURIGA”
- Miejsce wydania: Warszawa
- Suma stron: 106
- ISBN 978-83-922635-8-6.